# Kentuck Knob
Pour les articles homonymes, voir Hagan et House.
Kentuck Knob ou Hagan House ou Isaac Newton and Bernadine Hagan House est une villa américaine de style moderne-usonia-organique-Prairie School, construite en 1956 par l'architecte américain Frank Lloyd Wright (1867-1959), à Stewart Township, dans le comté de Fayette, en Pennsylvanie aux États-Unis. Elle est inscrite au Registre national des lieux historiques et classée National Historic Landmark depuis le 16 mai 2000, et transformée en musée depuis 1996.

## Historique
Après plusieurs séjours dans la célèbre maison sur la cascade organique de Frank Lloyd Wright (à 10 km au nord), le couple Hagan (fondateur de la Hagan Ice Cream company de Uniontown) se rend à la résidence-école d’architecture Taliesin East de Frank Lloyd Wright, dans le Wisconsin, pour lui demander de leur construire une maison usonia sur un terrain montagneux-forestier de 32 hectares des monts Allegheny (une des dernières de Wright, alors âgé de 86 ans),.

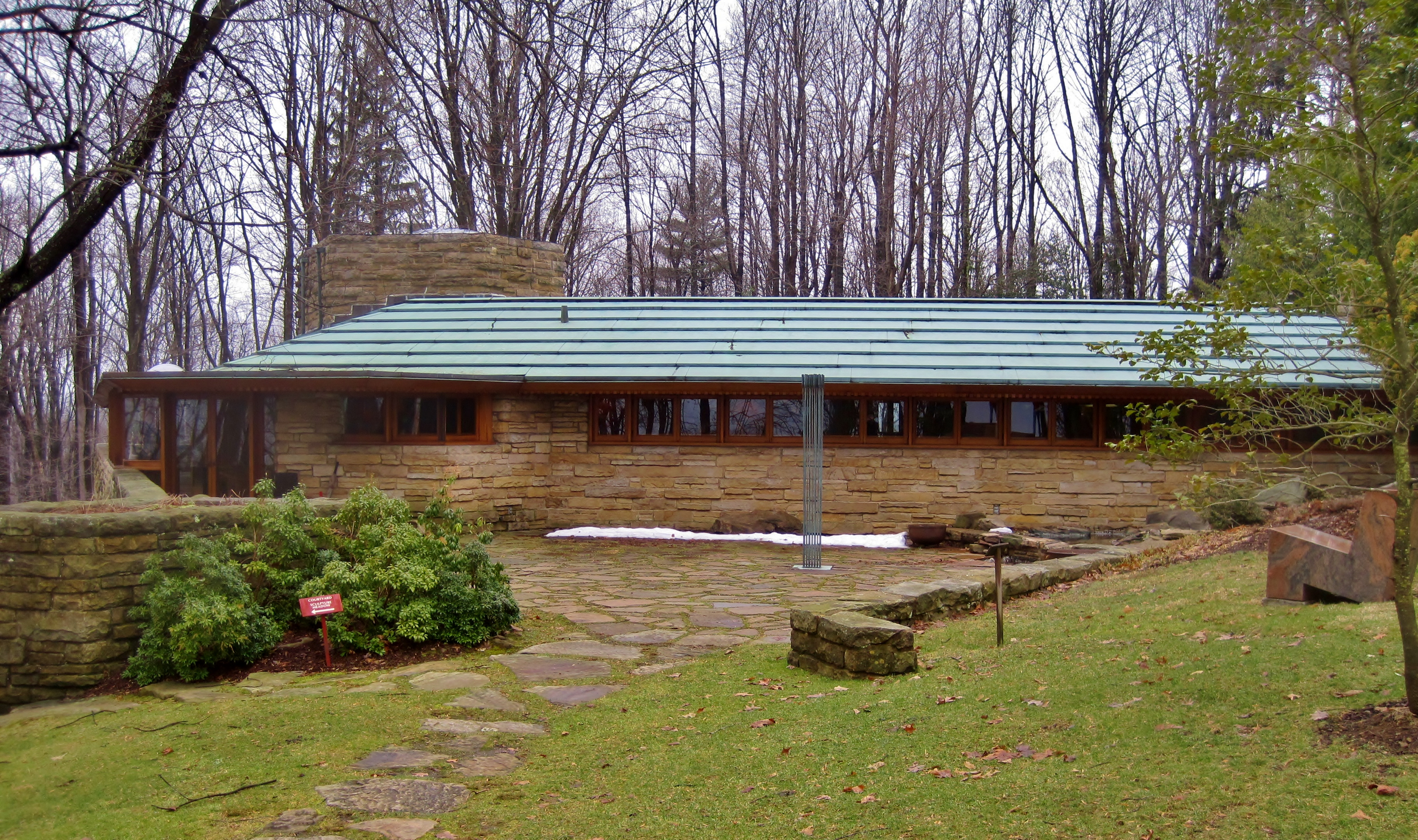
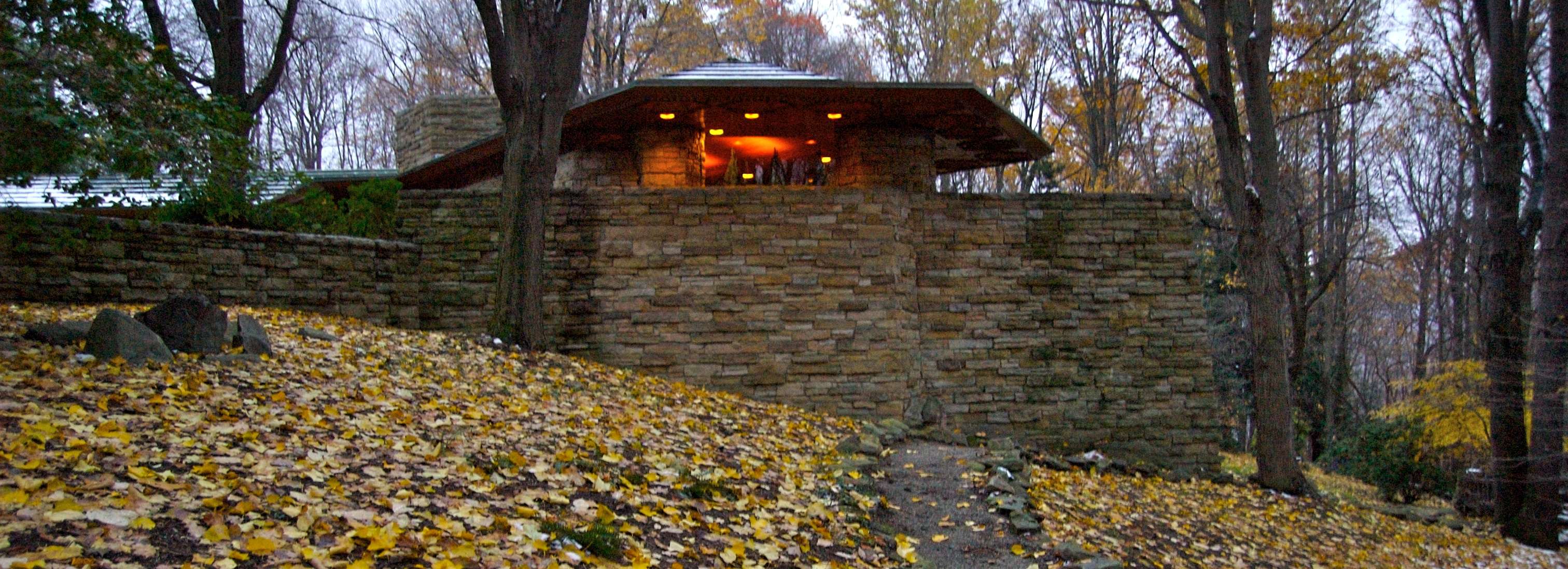

Inspirée entre autres de la maison sur la cascade, Walker House, Sol Friedman House et de son village Usonia Historic District (en) (à 40 km au nord de New York) cette villa usonia de 210 m2 est construite sur un terrain à forte pente, en béton, pierre de taille apparente, bois de cyprès, fenêtres à ossatures métalliques, toit en cuivre vert-de-gris, vastes baies vitrées avec vue panoramique sur terrain arboré, terrasse, et nombreux meubles intégrés de Wright...

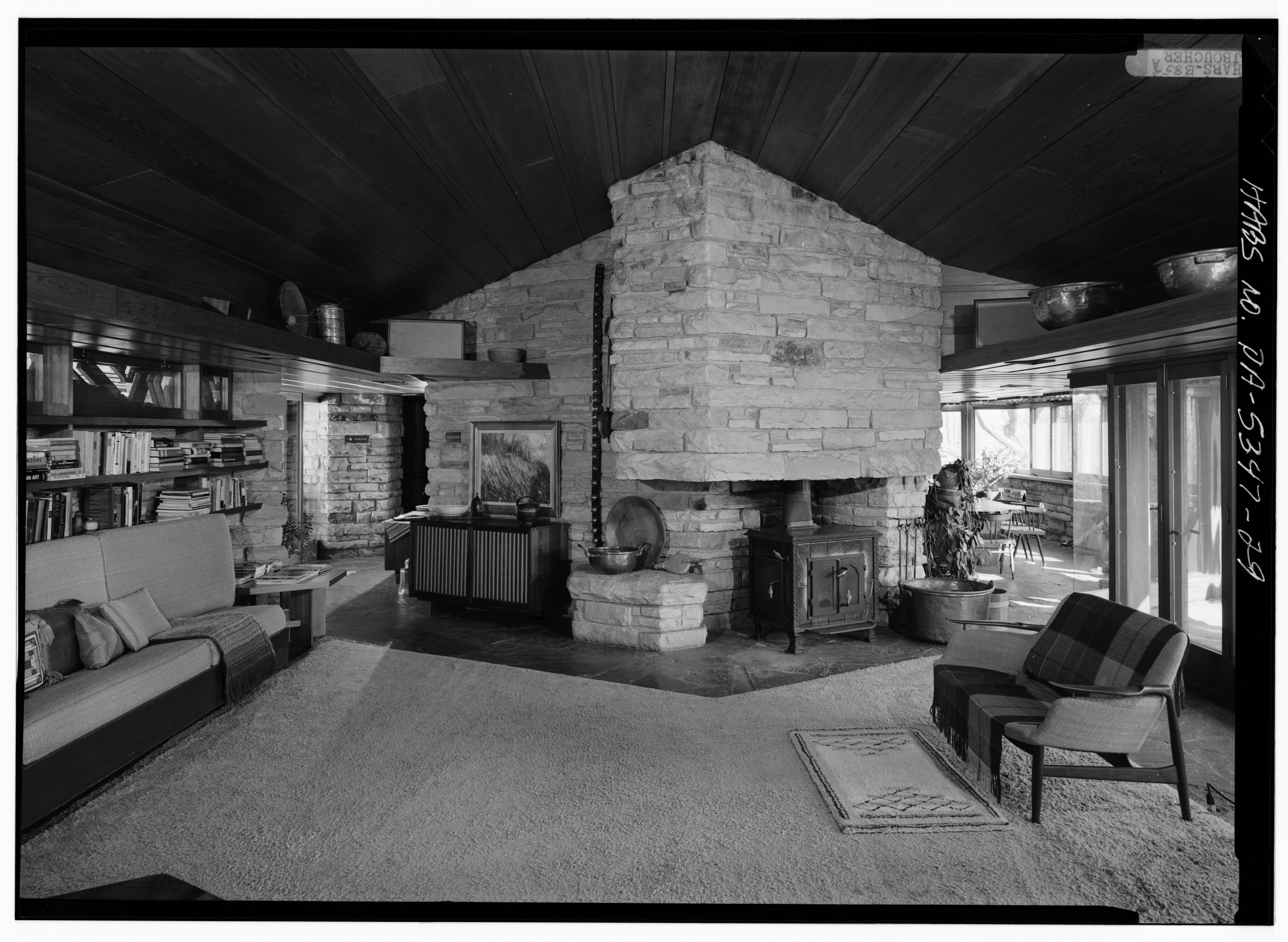

Après avoir vécu 30 ans dans cette demeure, les Hagans la revende dans les années 1980 au lord promoteur immobilier et collectionneur d'art anglais Peter Palumbo (également propriétaire de Farnsworth House de Ludwig Mies van der Rohe, près de Chicago, et des maisons Jaoul, de Le Corbusier, près de Paris) qui la restaure d'origine et l'ouvre à la visite public en 1996,.